# Hrabstwo Clare (Michigan)
Clare – hrabstwo w USA, w stanie Michigan, na Półwyspie Dolnym. Siedzibą hrabstwa jest Harrison.

## Miasta
- Clare
- Harrison

## Wsie
- Farwell

## Hrabstwo Clare graniczy z następującymi hrabstwami
- Missaukee
- Roscommon
- Gladwin
- Hrabstwo Isabella
- Osceola